# Río Tonosí
El río Tonosí es un río ubicado en la península de Azuero, nace en la sierra de Azuero, en la provincia de Los Santos, Panamá. El río ofrece la principal fuente de agua para el valle de Tonosí.
El río forma parte de la cuenca 124 de Panamá, y es el segundo río más largo de Los Santos.